# Caïd Ramdan
 (août 2013).
Si vous disposez d'ouvrages ou d'articles de référence ou si vous connaissez des sites web de qualité traitant du thème abordé ici, merci de compléter l'article en donnant les références utiles à sa vérifiabilité et en les liant à la section « Notes et références ».
Caïd Ramdan ou Ramdan Pacha, mort en 1589 à Tripoli, est un « renégat » d'origine sarde, qui prend la tête de la régence d'Alger, vassale de l'Empire ottoman à deux reprises : de 1574-1577 comme régent en remplacement du beylerbey encore en titre Uludj Ali et 1582 en tant que titulaire de la fonction de pacha triennal.

## Biographie

### Jeunesse
Il est capturé jeune en Sardaigne, alors qu'il gardait son troupeau de chèvres. Son patron, marchand à Alger qui l'avait acheté, dit de lui qu'il était un enfant doué et intelligent. 

### Début de carrière
Il est envoyé à l'école où il apprend l'arabe et le turc, ainsi que la lecture et l'écriture. Plus tard, il se maria avec une renégate corse.Il occupe des charges de caïd dans différents pays, puis est gouverneur de Tunis de 1570 à 1573 après le départ d'Uludj Ali. En 1573, les Maures demandèrent au Sultan de remplacer Arab Ahmed, par Ramdan Pacha, qui leur était connu depuis son enfance et était très aimé.

### Première prise de pouvoir: remplacement du beylerbey Euldj Ali (1574-1577)
Il est placé à la tête de la régence d'Alger en mai 1574, sans avoir le titre de beylerbey, détenu par Uludj Ali. Son premier gouvernorat est marqué par une intervention à Fès en 1576 qui eut pour objet de renverser le sultan saadien Muhammad al-Mutawakkil et d'installer le prétendant Abu Marwan Abd al-Malik sur le trône.

### Seconde prise de pouvoir en tant que pacha triennal (1582)
Il redevient brièvement gouverneur d'Alger en 1582, entre Djafer Pacha et Hassan Vénéziano.
De Grammont décrit son action en ces termes :

« Ramdan revint gouverner Alger, avec ordre de faire restituer à la France deux galères qui avaient été prises par Morat-Reïs et de « faire appréhender et conduire lié aux fers en ceste Porte ung nommé Morat, grand corsère. 
Mais le pusillanime Ramdan n'était pas l'homme qu'il fallait pour accomplir une semblable besogne ; la taïffe des reïs entourait d'une vénération quasi superstitieuse ce patriarche de la piraterie, qui se vantait « de ne pas connaître une nation au monde à laquelle il n'eut pris au moins deux vaisseaux » ajoutant « que tout ce qu'on rencontrait sur mer était de bonne prise, et qu'on avait le droit de courir sus à son propre père. » Lorsque le pacha laissa voir qu'il avait l'intention de sévir contre un personnage aussi populaire, l'émeute éclata avec une telle fureur, qu'il s'enfuit tout affolé, et se réfugia aux environs de la ville, dans une maison de campagne, d'où il ne sortit que le jour de son départ pour Tripoli.
Mami Arnaute, chef de la taïffe, qui avait pris le commandement des insurgés, s'empara du pouvoir, et le conserva jusqu'à 
l'arrivée d'Hassan Vénéziano. Celui-ci, pendant ces événements, dirigeait une croisière sur les côtes de la Corse et de 
la Sardaigne ; aux premières nouvelles, il cingla vers Alger, et s'établit dans la Jenina, où il fut unanimement acclamé. Il 
avait sans doute reçu des ordres secrets, car le grand-divan ne s'émut pas de cette apparente usurpation, et le laissa en possession du pachalik jusqu'en 1588, époque à laquelle il fut nommé grand-amiral, en remplacement de son ancien maître Euldj Ali. Ramdan fut envoyé à Tripoli, où il mourut l'année suivante, en guerroyant contre le caïd de Kairouan révolté. »